# Alhaji Mohammed Ahmed
Alhaji Mohammed Ahmed   (Accra, 11 de novembre de 1956), conegut com a Mohammed Polo, és un exfutbolista ghanès de les dècades de 1970 i 1980.
Fou internacional amb la selecció de futbol de Ghana. Pel que fa a clubs, destacà a Hearts of Oak SC.
Un cop retirat fou entrenador:
- 1994–1995 Hearts of Oak
- 2003 Stade Malien
- 2004 Great Olympics
- 2013–2014 Hearts of Oak